# Wikipédia en karakalpak
Wikipédia en karakalpak (en karakalpak : Qaraqalpaqsha Wikipedia) est l'édition de Wikipédia en karakalpak, langue kiptchak (de la famille des langues turciques) parlée dans la république du Karakalpakstan en Ouzbékistan.  Les articles sont créés sur l'incubateur Wikimédia à partir d'octobre 2006, et l'édition est lancée officiellement le 26 mai 2008,,,. Son code est : kaa.
Au 21 mars 2025, l'édition en karakalpak contient 8 902 articles et compte 13 628 contributeurs, dont 41 contributeurs actifs et 4 administrateurs.

## Présentation

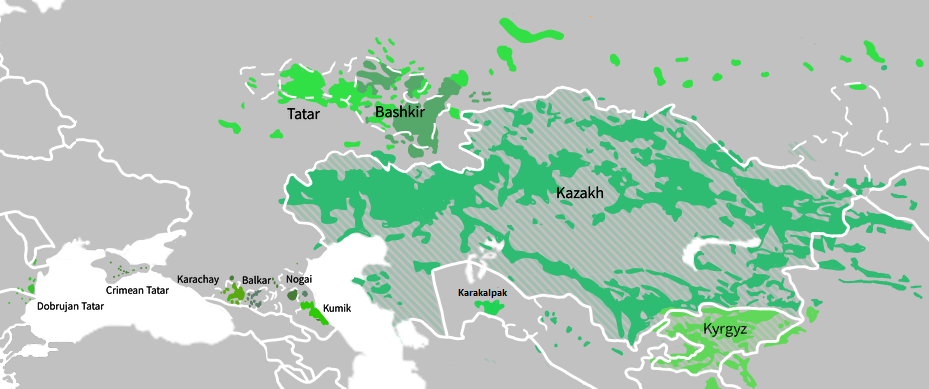
Aire de diffusion des langues kiptchak.
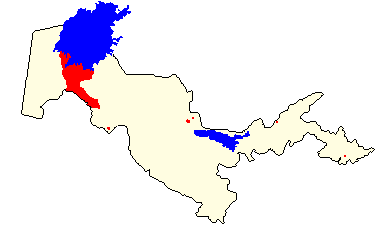
Aire de diffusion du Karakalpak en Ouzbékistan (en rouge).

## Statistiques
- Le 12 mars 2015, l'édition en karakalpak compte 1 790 articles et 4 813 utilisateurs enregistrés[7], ce qui en fait la 212e[8] édition linguistique de Wikipédia par le nombre d'articles et la 231e[9] par le nombre d'utilisateurs enregistrés, parmi les 287 éditions linguistiques actives.
- Le 9 octobre 2022, elle contient 2 054 articles et compte 10 384 contributeurs, dont 27 contributeurs actifs et 2 administrateurs.
- Le 1er octobre 2024, elle contient 7 725 articles et compte 12 997 contributeurs, dont 34 contributeurs actifs et 4 administrateurs.